# Liga Campionilor 2025-2026
Sezonul 2025-2026 al Ligii Campionilor este al 71-lea sezon al celei mai importante competiții de fotbal intercluburi din Europa organizată de UEFA și al 34-lea sezon de când a fost redenumită din Cupa Campionilor Europeni în Liga Campionilor UEFA.
Finala se va juca pe 30 mai 2026 pe Puskás Aréna din Budapesta, Ungaria.  Câștigătoarea sezonului se va califica automat pentru faza Ligii Campionilor UEFA 2026-27, finala Cupei Intercontinentale FIFA 2026, faza grupelor Cupei Mondiale a Cluburilor FIFA 2029 și va avea dreptul de a juca împotriva câștigătoarei Ligii Europa UEFA 2025-26 în Supercupa Europei 2026.
Este primul sezon de Ligă a Campionilor cu mai mult de cinci echipe dintr-o singură țară, Anglia fiind reprezentată de șapte echipe.